# ごらん、あれがオリオン座だよ
『ごらん、あれがオリオン座だよ』（ごらん あれがオリオンざだよ、英題：Dec. 11th, 1968）は、橘いずみの6枚目のオリジナル・アルバム。
1996年3月21日にSony Recordsから発売。規格品番はSRCL-3479。

## 解説
前作から1年1か月ぶりに発表された本作も、橘いずみが全楽曲を書き、編曲を音楽プロデューサー兼ディレクター須藤晃と共同制作。
2013年7月24日にソニー・ミュージックダイレクトからダウンロード配信された。

## 収録曲
| 全作詞・作曲: 橘いずみ、全編曲: 橘いずみ & 須藤晃。 |                          |          |            |      |
| #                                                   | タイトル                 | 作詞     | 作曲・編曲 | 時間 |
| 1.                                                  | 「Hello, Hello」         | 橘いずみ | 橘いずみ   | 5:16 |
| 2.                                                  | 「深夜急行」             | 橘いずみ | 橘いずみ   | 4:54 |
| 3.                                                  | 「アマリリス」           | 橘いずみ | 橘いずみ   | 5:22 |
| 4.                                                  | 「自分」                 | 橘いずみ | 橘いずみ   | 4:09 |
| 5.                                                  | 「ウサギとベルベット」   | 橘いずみ | 橘いずみ   | 6:32 |
| 6.                                                  | 「ハヤリスタリ」         | 橘いずみ | 橘いずみ   | 4:08 |
| 7.                                                  | 「退屈」                 | 橘いずみ | 橘いずみ   | 3:05 |
| 8.                                                  | 「真空パック嬢」         | 橘いずみ | 橘いずみ   | 4:33 |
| 9.                                                  | 「赤鉛筆は葡萄酒の香り」 | 橘いずみ | 橘いずみ   | 3:46 |
| 10.                                                 | 「26-Dec.11th, 1968」    | 橘いずみ | 橘いずみ   | 7:21 |
| 11.                                                 | 「Dudada」               | 橘いずみ | 橘いずみ   | 6:02 |

## 楽曲解説
1. Hello, Hello
2. 深夜急行
3. アマリリス
11thシングル。
4. 自分
5. ウサギとベルベット
6. ハヤリスタリ
10thシングルのC/W曲。
7. 退屈
8. 真空パック嬢
10thシングル。橘のシングルとしては、初のInstrumental入りシングル。
9. 赤鉛筆は葡萄酒の香り
10. 26-Dec.11th, 1968
韓国ドラマ『冬のソナタ』劇中歌「最初から今まで」のメロディが酷似していることで話題になった。当然、橘のほうが先である。
11. Dudada

## ミュージシャン
All Played by 橘いずみ & 須藤晃
- 橘いずみ
- 須藤晃